# Hippolyte Rigault
Hippolyte Ange Rigault (Saint-Germain-en-Laye, 2 de julho de 1821 –  2 de dezembro de 1858), foi um estudioso do latim e crítico literário francês. 
Ele foi tutor dos filhos da família Orléans e professor substituto no Collège de France.

## Biografia
Ex-aluno da École Normale, foi professor de retórica no Lycée Louis-le-Grand e substituto no Collège de France na cadeira de eloquência latina.
Hippolyte Rigault recebe o prêmio honorário no Concours général de 1840. Após a licença que obteve na Escola Normal (onde foi classificado em primeiro lugar), apresentou-se em 1844, ao sair da Escola, para a agregação de cartas pela qual também foi recebido em primeiro lugar. Tornou-se Doutor em Letras em 1856, com uma tese latina, sobre Crítica Literária em Lucien: Luciani Samosatensis quae fuerit de re litteraria judicandi ratio.
Depois de lecionar no College of Caen, no Royal College of Charlemagne, no Lycée Napoléon (Henri-IV), no Lycée de Versailles e de ter sido proposto para fazer parte da primeira promoção da Escola Francesa de Atenas, Hippolyte Rigault tornou-se em 1853, professor substituto de retórica no Lycée Louis-le-Grand e será nomeado professor da cadeira em 1858. Em 1856, foi aprovado pelo Collège de France e pelo Ministro da Instrução Pública como substituto de Ernest Havet na cadeira de Eloqüência Latina no Collège de France.

## Tutor da Família Real
Por recomendação de Adolphe Régnier, ex-professor de Língua e Literatura Alemã na Escola Normal de Paris, Hippolyte Rigault foi nomeado em 1847-1848 tutor do jovem Gaston d'Orléans, Comte d'Eu ( 1842-1922), um dos netos do rei Louis-Philippe. Após a abdicação de Louis-Philippe em 24 de fevereiro de 1848, Hippolyte Rigault seguiu a família real, emigrou para a Inglaterra e estabeleceu-se no feudo de Claremont, (condado de Surrey) disponibilizado à família real francesa pela rainha Vitória .

## Latinista e crítico literário
Ele colaborou notavelmente como crítico literário com a revista de l'instruction publique, e na mesma época, que escreveram Lucien-Anatole Prévost-Paradol, Hippolyte Taine, Edmond About, Elme-Marie Caro, J.-J. Weiss e Alfred Assolante.
Em 1853, Antoine-Isaac Silvestre de Sacy chamou o jovem professor ao Journal des Débats que era, aos olhos do governo, um jornal subversivo. Gustave Rouland, Ministro da Instrução Pública, intimou o jovem mestre a escolher entre sua cadeira no College de France e seu jornal. Hippolyte Rigault era orgulhoso demais para recuar: ele escolheu o jornal.
Em 1857 ele recebeu um prêmio do Institut de France por sua obra Histoire de la quarrel des antiques et des modernes.

## Família
Casado com Marie Noémie Roussel, Hippolyte Rigault é tio do escritor Raymond Roussel e da princesa de Moskova, esposa de Charles Ney.

## Obras
- 1847 : Discurso proferido pelo Sr. Rigault, no dia da distribuição dos prêmios do colégio real de Carlos Magno, 13 août 1847 de O primeiro parâmetro é necessário, mas foi fornecido incorretamente! de {{{3}}} Por Hippolyte Rigault - Ed. impr. por Chassaignon, 1847
- 1850 : Estudo sobre os poemas líricos de Horácio, Por Hippolyte Rigault - Paris, ed. Montalant-Bouteleux, 1850
- 1850 : Colégio Napoleão. Distribuição de prêmios feita em 13 août 1850 de O primeiro parâmetro é necessário, mas foi fornecido incorretamente! de {{{3}}} . Discurso do Sr. Hippolyte Rigault Por Hippolyte Rigault - Ed. Lycée Henri IV (Paris) E. Thunot, 1850
- 1856 : História da Briga dos Antigos e dos Modernos Por Hippolyte Rigault - Ed. L. Hachette, 1856
- 1856 : Luciani Samosatensis quae fuerit de re litteraria judicandi ratio Por Hippolyte Rigault - Ed. Typis C. Lahure, 1856
- 1859 : Estudos Literários e Morais, Por Hippolyte Rigault - Paris, Charpe